# Aeroporto di Alicante-Elche
L'Aeroporto di Alicante-Elche "Miguel Hernandez" (IATA: ALC, ICAO: LEAL), presso El Altet e all'interno dei confini municipali di Elche, si trova a 9 km a sud-ovest di Alicante e a 10 km ad est della città di Elche (Comunità Valenciana). Per la sua localizzazione, l'aeroporto serve una gran parte della costa levantina spagnola (Costa Blanca). Tradizionalmente ha avuto un importante traffico charter. Attualmente la maggior parte del traffico è regolare e internazionale.
Occupa il sesto posto nella rete degli aeroporti spagnoli in termini di passeggeri, dopo gli aeroporti di Madrid-Barajas, Barcellona, Palma di Maiorca, Malaga e Gran Canaria, e tra i cinquanta aeroporti di maggiore transito di Europa. In seguito ai risultati statistici di dicembre 2010, occupa il quarantesimo posto nella rete europea per il traffico dei passeggeri. Inoltre, rappresenta l'aeroporto di maggiore traffico passeggeri della Comunità Valenciana.
Nel 2010 era arrivato a 9.382.935 passeggeri (un aumento del 2,7% sul 2009), ha effettuato 74.474 operazioni (un aumento del 0,3% sul 2009) e ha gestito 3.112.660 kg (una diminuzione del 2,7% sul 2009). L'aumento del numero di passeggeri si traduce in un graduale recupero del settore del trasporto aereo, a seguito di una crisi economica globale. Il traffico di passeggeri mostra segni di graduale ripresa dalla seconda metà del 2009, principalmente nel mercato interno.
L'anno 2011 ha registrato un passo storico per il futuro dell'aeroporto di Alicante. Con l'inizio della stagione estiva, infatti, è stato inaugurato il nuovo terminal dell'aerostazione (in costruzione dall'anno 2005) che ha moltiplicato per sei l'area precedente e duplicare la capacità dell'aeroporto. Successivamente, le strutture esistenti per il trattamento dei passeggeri (Terminali 1 e 2) sono state messe fuori servizio.
Raggiunto questo traguardo storico, si integra un nuovo campo di volo con l'espansione della piattaforma di stazionamento di aeromobili, vie nuove di rullaggio, ampliamento e miglioramento dei punti di attesa e la riparazione di parti della pista.
La crescita del traffico aeroportuale rientra in un contesto di graduale ripresa del settore aereo. Mette in evidenza l'impegno della compagnia britannica Jet2 con tre nuove destinazioni e la compagnia irlandese Ryanair con sei nuove destinazioni e l'aggiunta di un nuovo aeromobile alla base di Alicante durante la stagione estiva (dieci in totale), più altre che estendono o rinnovano la propria rete come Norwegian, Vueling e Wizz Air.
Nel 2021, l'aeroporto è stato intitolato al poeta e drammaturgo Miguel Hernandez (in occasione dei 110 anni dalla sua nascita).

## Introduzione
L'aeroporto di Alicante si trova in un'area dinamica e di grande proiezione economica e imprenditoriale della costa mediterranea. L'importanza vitale del turismo si riflette sulla percentuale di passeggeri di voli internazionali, quasi l'ottanta per cento del totale. Regno Unito (41,5%), Germania (8,2%), Paesi Bassi (4,2%) e Norvegia (4,2%) sono i Paesi che apportano più passeggeri.
Inoltre, il traffico regolare nazionale (22%) è cresciuto negli ultimi anni. Madrid, Palma di Maiorca e Barcellona sono le destinazioni più richieste. Nel 2010 il traffico domestico ha raccolto un 8,7% in più rispetto all'anno precedente.
Attualmente (2012), ci sono collegamenti regolari tra l'Aeroporto di Alicante e gli aeroporti italiani di Bergamo, Bologna e Roma, serviti i primi due da Ryanair e l'ultimo da Vueling.

## Infrastrutture

### Terminali passeggeri
Il 23 marzo 2011 è stato inaugurato il nuovo terminal passeggeri, denominato 'Terminal N'. A partire dal giorno successivo le attività del terminal 1 e del terminal 2 sono state trasferite al terminal N.
- Nuovo terminal (Terminal N):
  - 333.500 m² di superficie (pari ad oltre sei volte la superficie dei due vecchi terminal insieme).
  - 96 banchi check-in.
  - 40 gates.
  - 15 manicotti d'imbarco.
  - 16 nastri per il ritiro dei bagagli.
- Terminal 1 (non più attivo):
  - 38 banchi check-in (1 - 38), e uno per i bagagli speciali. (banco nº39).
  - 11 gates (1 - 11), e due gates aggiuntivi (1B e 4B).
  - 5 passerelle d'imbarco.
  - 9 nastri per il ritiro dei bagagli.
- Terminal 2 (non più attivo):
  - 14 banchi check-in (51 - 64).
  - 6 gates (21 - 26).
  - 2 nastri per il ritiro dei bagagli.

## Collegamenti
Attualmente, l'aeroporto di Alicante è accessibile solo su strada (N-338). Tuttavia, è previsto l'arrivo in treno e tram in un prossimo futuro.

## Galleria d'immagini

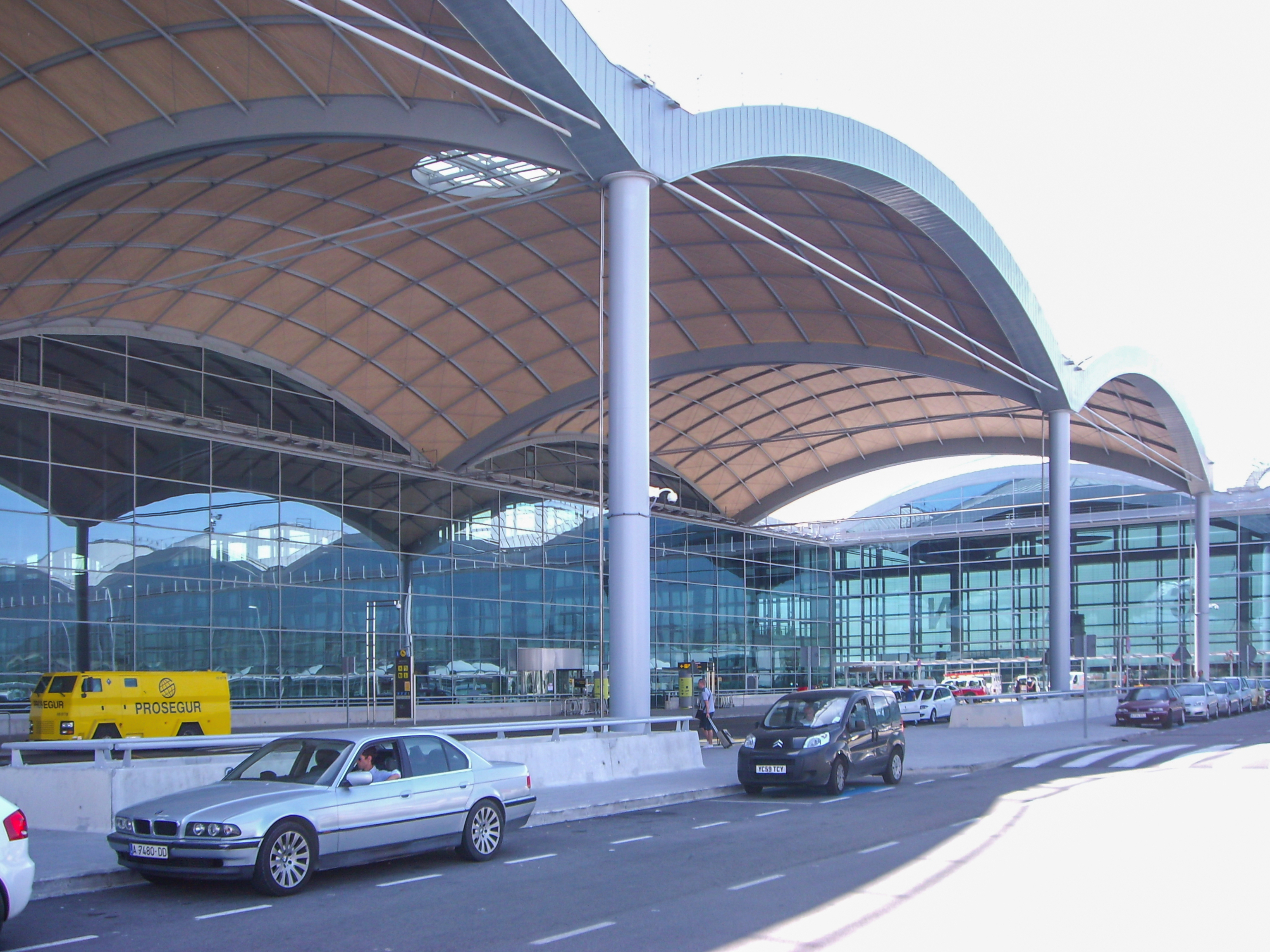
Il nuovo terminal 'N' inaugurato nel marzo 2011.
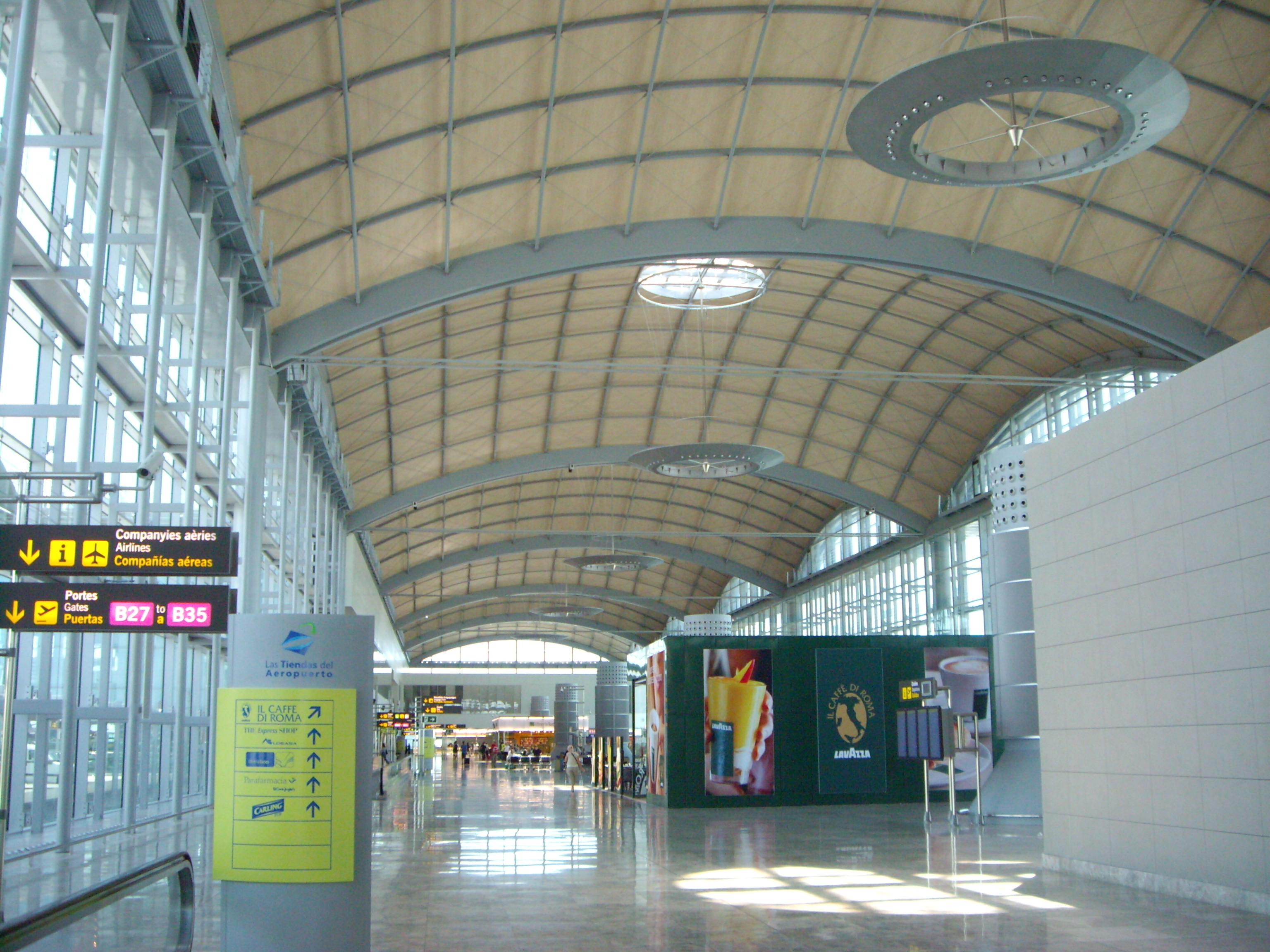
L'interno del nuovo terminal 'N'
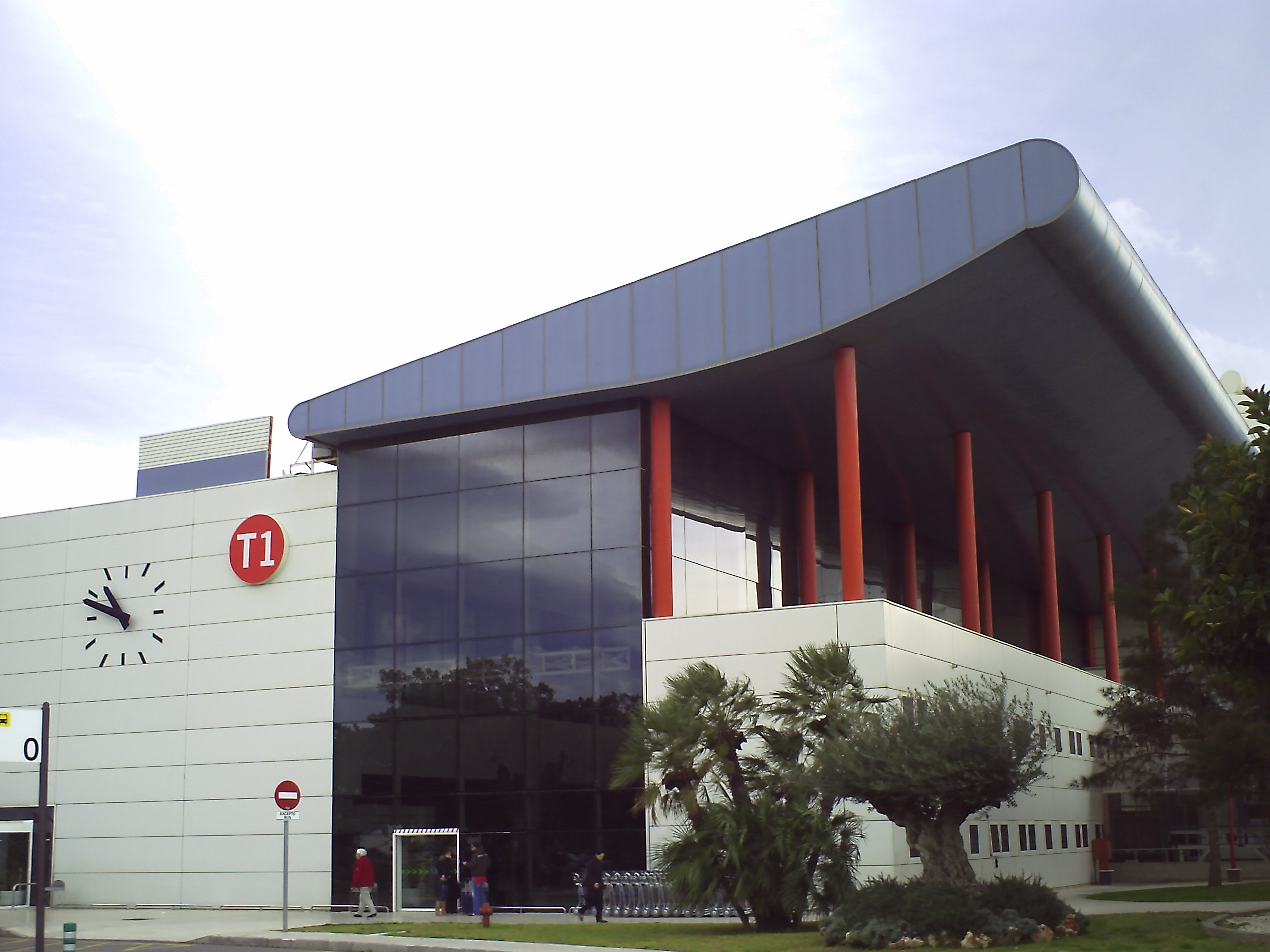
Terminal 1 (non più in uso)
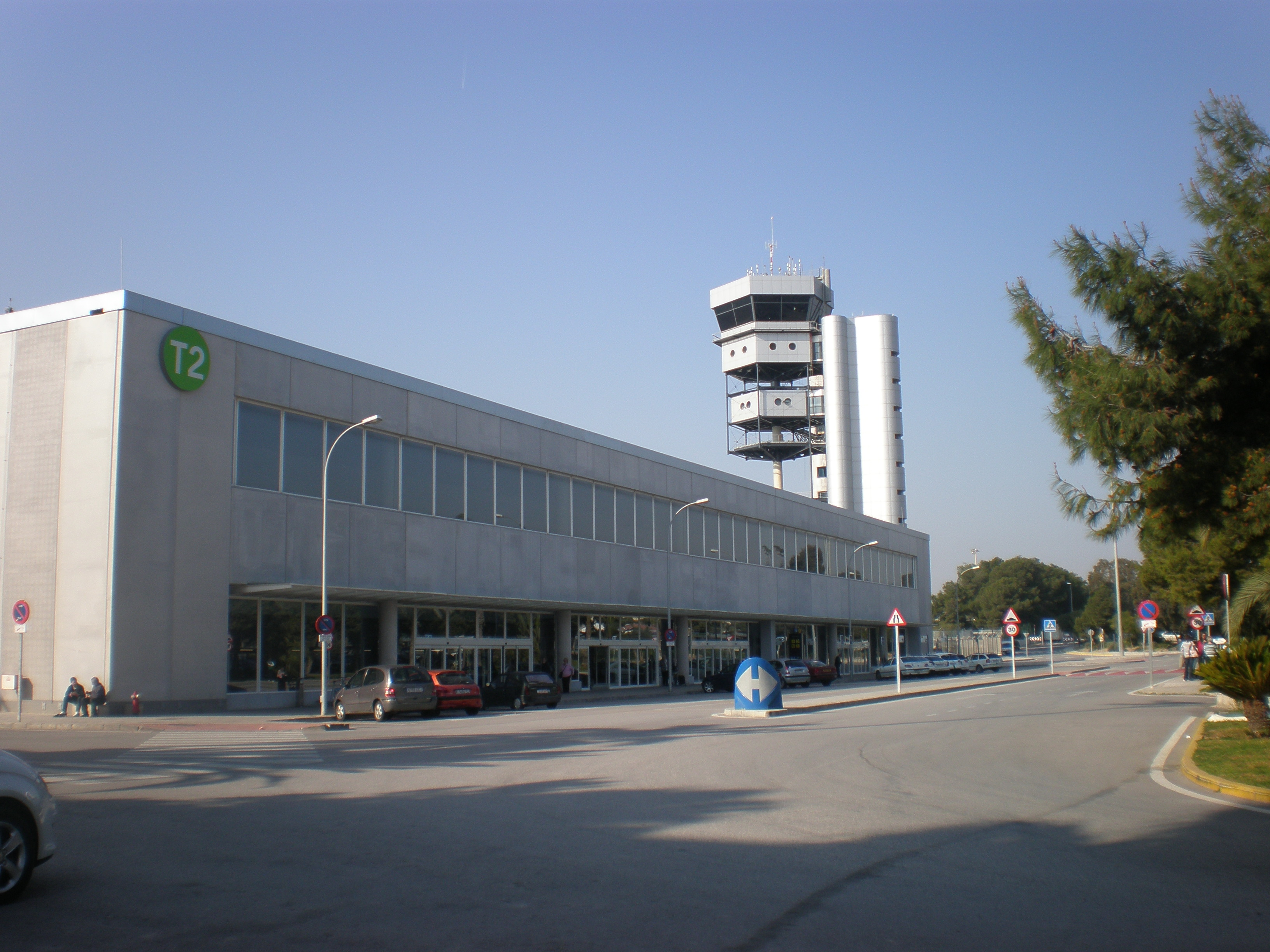
Terminal 2 (non più in uso)